# ザビーネ・ブラウン
ザビーネ・ブラウン（Sabine Braun、1965年6月19日 - ）は、ドイツの陸上競技選手。1992年バルセロナオリンピックの銅メダリストである。1980年代から2000年代前半にかけて活躍した七種競技の選手である。20年以上現役を続け、ドイツの女性選手として初めて5回のオリンピック出場を果たした。ノルトライン＝ヴェストファーレン州エッセン出身。

## 経歴
ブラウンは、1982年初めての国際大会となったヨーロッパジュニア選手権の七種競技で銀メダルを獲得。2年後の1984年ロサンゼルスオリンピックがブラウンにとって初めてのオリンピックとなったが、このときは6位にとどまった。4年後の1988年ソウルオリンピックでは、トップから大きく離された14位に終わっている。
しかし、ブラウンは、1990年のヨーロッパ選手権で優勝し初めてのメジャータイトルを獲得すると、翌1991年の東京で開催された世界選手権でも優勝する。さらに、1992年の5月に6985ポイントと自己ベストを更新したが、8月のバルセロナオリンピックでは6649ポイントでアメリカのジャッキー・ジョイナー＝カーシー、EUNのイリーナ・ベロワに次いで銅メダル獲得にとどまった。この銅メダルが、ブラウンが手にした唯一のオリンピックのメダルとなる。
オリンピックの翌年の1993年のシュトゥットガルトで開催された世界選手権でも、カーシーに敗れたものの銀メダルを獲得。1994年のヨーロッパ選手権では大会2連覇を達成する。しかし、1995年のヨーテボリの世界選手権は、2種目を終わったところで棄権し、1996年アトランタオリンピックでも、7位と結果を残すことができなかった。
1997年は好調で、3月のパリの世界室内選手権（五種競技）と、8月のアテネの世界選手権をともに制覇。なお、アテネでは七種競技のほか走幅跳にも出場したが、予選で敗退している。
1999年のセビリアの世界選手権では、6497ポイントで、3位のシリアのガーダ・シュアーとはわずか3ポイントの差でメダルを逃した。そして、5大会連続のオリンピックとなった2000年シドニーオリンピックでは5位となり、再びオリンピックでメダル獲得することはならなかった。
ブラウンは、2002年に地元ドイツのミュンヘンで開催されたヨーロッパ選手権に出場し、スウェーデンのカロリナ・クリュフトに次いで2位となり銀メダルを獲得し、同年で現役を引退した。
ブラウンは、自らがレズビアンであることを告白し、現在は1987年の世界選手権ローマ大会の女子やり投銅メダルのベアテ・ペテルスとともに暮らしている。

## 自己ベスト
- 100m - 11秒58
- 200m - 23秒65 （1992年）
- 400m - 55秒03
- 800m - 2分09秒41 （1984年）
- 100mハードル - 13秒05 （1992年）
- 走高跳 - 1m94 （1992年）
- 走幅跳 - 6m76 （1997年）
- 砲丸投 - 15m08 （1997年）
- やり投 - 51m59 （1999年）
- 七種競技 - 6985pt （1992年）

## 主な実績
| 年   | 大会                                 | 場所                             | 種目     | 結果      | 記録   |
| ---- | ------------------------------------ | -------------------------------- | -------- | --------- | ------ |
| 1982 | ヨーロッパジュニア陸上競技選手権大会 | シュヴェヒャート（オーストリア） | 七種競技 | 2位       | 6273pt |
| 1984 | オリンピック                         | ロサンゼルス（アメリカ合衆国）   | 七種競技 | 6位       | 6236pt |
| 1987 | 世界陸上競技選手権大会               | ローマ（イタリア）               | 七種競技 | 18位      | 5621pt |
| 1988 | オリンピック                         | ソウル（韓国）                   | 七種競技 | 14位      | 6109pt |
| 1989 | ユニバーシアード                     | デュースブルク（西ドイツ）       | 七種競技 | 2位       | 6575pt |
| 1990 | ヨーロッパ陸上競技選手権大会         | スプリト（ユーゴスラビア）       | 七種競技 | 1位       | 6688pt |
| 1991 | 世界陸上競技選手権大会               | 東京（日本）                     | 七種競技 | 1位       | 6672pt |
| 1992 | オリンピック                         | バルセロナ（スペイン）           | 七種競技 | 3位       | 6649pt |
| 1993 | 世界陸上競技選手権大会               | シュトゥットガルト（ドイツ）     | 七種競技 | 2位       | 6797pt |
| 1994 | ヨーロッパ陸上競技選手権大会         | ヘルシンキ（フィンランド）       | 七種競技 | 1位       | 6688pt |
| 1995 | 世界陸上競技選手権大会               | ヨーテボリ（スウェーデン）       | 七種競技 | -         | DNF    |
| 1996 | オリンピック                         | アトランタ（アメリカ合衆国）     | 七種競技 | 7位       | 6317pt |
| 1997 | 世界室内陸上競技選手権大会           | パリ（フランス）                 | 五種競技 | 1位       | 6780pt |
| 1997 | 世界陸上競技選手権大会               | アテネ（ギリシャ）               | 走幅跳   | 30位（q） | 6m20   |
| 1997 | 世界陸上競技選手権大会               | アテネ（ギリシャ）               | 七種競技 | 1位       | 6739pt |
| 1998 | ヨーロッパ陸上競技選手権大会         | ブダペスト（ハンガリー）         | 七種競技 | 6位       | 6259pt |
| 1999 | 世界陸上競技選手権大会               | セビリア（スペイン）             | 七種競技 | 4位       | 6497pt |
| 2000 | オリンピック                         | シドニー（オーストラリア）       | 七種競技 | 5位       | 6355pt |
| 2002 | ヨーロッパ陸上競技選手権大会         | ミュンヘン（ドイツ）             | 七種競技 | 2位       | 6434pt |

- qは予選